# Prosoplecta semperi
Prosoplecta semperi är en kackerlacksart som beskrevs av Robert Walter Campbell Shelford 1912. Prosoplecta semperi ingår i släktet Prosoplecta och familjen småkackerlackor.
Artens utbredningsområde är Filippinerna. Inga underarter finns listade i Catalogue of Life.